# Мисури
 Тази статия е за реката в Съединените щати.  За щата вижте Мисури (щат).  За кораба вижте Мисури (кораб).
Мисури (на английски: Missouri River) е река в САЩ, десен приток на Мисисипи, протичаща през щатите Монтана, Северна Дакота, Южна Дакота, Небраска, Айова, Канзас и Мисури. Дължината ѝ е 3767 km (заедно с лявата съставяща я река Джеферсън и нейния ляв приток Биг Хол – 4147 km), а площта на водосборния басейн – 1 371 010 km².

## Извор, течение, устие
Река Мисури се образува на 1234 m н.в. в югозападната част на щата Монтана, в окръг Галатън, на 5 km североизточно от град Трий Форкс от сливането на двете съставящи я реки Джеферсън (лява съставяща) и Мадисън (дясна съставяща), извиращи от Скалистите планини. Голяма част от горното течение на реката преминава през Скалистите планини, където тя на места тече в дълбоки и тесни ждрела и образува множество бързеи и прагове. Най-големите са около град Грейт Фолс, къдета на участък от 16 km има пад на водата от 187 m. В средното си течение Мисури тече предимно в източна посока, като пресича платото Мисури в дълбока долина със стръмни склонове. В този участък реката отмива бреговете си и водите и са много мътни, с кафяв цвят. Тук в стеснените ѝ участъци са изградени преградните стени на редица язовири, превръщайки я във верига от дълги и криволичещи езера. След изтичането си от язовира „Харисън“ завива на юг-югоизток и запазва тази посока до устието на десния си приток река Канзас. Долното течение на реката е разположено в пределите на Централните равнини, където коритото ѝ изобилства от меандри и е неустойчиво, като широката и заливна тераса е защитена с преградни диги, предотвратяващи разливането ѝ. Влива се отдясно в река Мисисипи, на 122 m н.в., на 8 km северно от град Сейнт Луис.

## Водосборен басейн, притоци
Водосборният басейн на река Мисури е с площ от 1 371 010 km², като около 10 000 km² са на канадска територия. Той обхваща около 1/6 от територията на САЩ, около 5% от територията на Северна Америка и представлява 46% от водосборния басейн на река Мисисипи. На североизток и север водосборния басейн на Мисури граничи с водосборния басейн на река Нелсън, протичаща през Канада и вливаща се в залива Хъдсън. На северозапад и югозапад граничи с водосборните басейни на реките Колумбия и Колорадо, вливащи водите си в Тихия океан. На изток и юг басейнът на Мисури граничи с водосборните басейни на реките Минесота, Де Мойн и Арканзас, десни притоци на Мисисипи.
Във водосборния басейн а река Мисури има 69 реки с дължина над 200 km, като 29 от тях се вливат директно в нея. От тях 20 са с дължина от 200 до 500 km, 6 с дължина от 500 до 1000 km и 3 с дължина над 1000 km. По-долу са изброени всичките всичките 29 директни притока на Мисури с дължина над 200 km, като за всяка от тях е показано какъв приток е (→, ляв), (←, десен), неговата дължина в (km), площ на водосборния басейн в (km²) и щата през който протичат.
- ← Мадисън 295 / – , Монтана
- → Сън Ривър 209 / – , Монтана
- → Марайас 338 / 23 440, Монтана
- ← Масълшел 550 / 24 800, Монтана
- → Милк 1005* / 61 642*, Канада, Монтана
- → Поплар 269* / – * , Канада, Монтана
- → Биг Мади 307* / – * , Канада, Монтана
- ← Йелоустоун 1114 / 180 000, Уайоминг, Монтана
- ← Литъл Мисури 901 / 21 523, Уайоминг, Монтана, Северна Дакота, Южна Дакота
- ← Харт Ривър 290 / 8700, Северна Дакота
- ← Кенъбол 217 / – , Северна Дакота
- ← Моро 320 / – , Южна Дакота
- ← Шайен 475 / 62 800, Уайоминг, Южна Дакота
- ← Бед Ривър 259 / 7800, Южна Дакота
- ← Уайт Ривър 930 / 26 000, Небраска, Южна Дакота
- → Понка Крийк 224 / 2100, Южна Дакота
- ← Ниобрара 914 / 29 992, Уайоминг, Небраска
- → Джеймс 1143 / 53 491, Северна Дакота, Южна Дакота
- → Биг Сиукс Ривър 674 / 21 800, Южна Дакота, Айова
- → Литъл Сиукс Ривър 415 / – , Минесота, Айова
- ← Плейт 510 / 241 000, Небраска
- → Таркио 225 / 1316, Айова, Мисури
- → Плейт 320 / – , Айова, Мисури
- ← Канзас 238 / 155 690, Канзас
- → Гранд Ривър 364 / – , Айова, Мисури
- → Чаритън 351 / – , Айова, Мисури
- ← Осейдж 444 / 40 000, Канзас, Мисури
- ← Гасконейд 450 / – , Мисури

## Хидрология
Подхранването на река Мисури в горното течение е предимно снежно, а в средното и долното – предимно дъждовно. Количеството на оттока през годината е много различен. Пълноводието през пролетта предизвиква в долното течение покачване на нивото на водата с 8 – 12 m, като максималният отток достига до 21 000 m³/s, а по време на лятното маловодие той се снижава до 150 – 170 m³/s (в някои години до 17 m³/s). Средният годишен отток в устието на реката при град Херман е 2478 m³/s. Въпреки че коритото на реката е обградено с водозащитни диги, понякога тя ги пробива и причинява големи наводнения в долното си течение. Река Мисури е много мътна река, като средно за година тя отлага около 220 млн. т. наноси.

## Стопанско значение, селища
Реката играе важна роля в заселването на Дивия Запад, като до построяването на железопътните линии в края на 19 век е основно средство за транспорт в региона. През 20 век по нейното течение са изградени 15 язовира (10 в щата Монтана, 1 в Северна Дакота, 3 в Южна Дакота и 1 на границата между Южна Дакота и Небраска), които я превръщат в най-голямата система язовири в Северна Америка. Най-големите от тях са: „Форт Пек“ (в Монтана), „Харисън“ (в Северна Дакота), „Оахе“ (в Южна Дакота). Всичките 15 язовира служат за регулиране на нейния отток, за иригация, производство на електроенергия и за подобряване на условията за корабоплаване. По време на пълноводие река Мисури е достъпна за големи речни съдове до град Су Сити (в щата Айова), а за плитко газещи речни съдове – до град Форт Бентън (в щата Монтана).
Най-големите селища по нейното течение са градовете: Грейт Фолс (в Монтана), Бисмарк (в Северна Дакота), Пиър (в Южна Дакота), Су Сити (в Айова), Омаха, сейнт Джоузеф, Канзас Сити и Сейнт Луис (в Мисури).

## Историческа справка
Устието на реката е открито през 1673 г. от френските трапери-пътешественици Луи Жолие и Жан Маркет, а през 1738 г. френският колонизатор Пиер Готие Варен дьо ла Верандри открива участък от средното ѝ течение, на територията на днешните щати Северна и Южна Дакота. През 1764 г. френският търговец на кожи Пиер Лаклед основава търговска фактория на мястото, където Мисури се влива в Мисисипи. Той нарича новосъздадения град Сейнт Луис в чест на френския крал Луи IX. През 1803 г. града преминава към САЩ след покупката на Луизиана. През следващите години щата Мисури и град Сейнт Луис се превръщат в „американската врата към Запада“. В чест на този исторически етап в центъра на града е издигнат огромен бетонен монумент, наречен Гейтуей Арч, като 8 асансьора издигат туристите на внушителна височина от 190 м. От тази „американска врата към Запада“ през 1804 – 1806 г. американските пътешественици Мериуотър Луис и Уилям Кларк се изкачват нагоре по реката, като откриват и проследяват цялото ѝ течение до мястото на нейното образуване (Трий Форкс).